# Lasioglossum angustipes
Lasioglossum angustipes är en biart som beskrevs av Ebmer 1972. Lasioglossum angustipes ingår i släktet smalbin, och familjen vägbin. Inga underarter finns listade i Catalogue of Life.